# CONCACAF Caribbean Club Shield 2022
La CONCACAF Caribbean Club Shield 2022 fue la tercera edición de este campeonato regional de clubes con ligas emergentes, en el que participan clubes campeones de las asociaciones miembro de la Unión Caribeña de Fútbol como torneo clasificatorio para acudir a la Liga Concacaf 2022. Luego de que las 2 anteriores ediciones no se llevaran a cabo.

## Participantes
En verde los clubes que finalmente participan del torneo y en rojo los que abandonaron antes de que la competencia comenzara. En negrita el anfitrión.
| País                  | Equipo                 |
| --------------------- | ---------------------- |
| Aruba                 | Deportivo Nacional     |
| Bermudas              | North Village Rams     |
| Bonaire               | Real Rincon            |
| Curazao               | Jong Holland           |
| Dominica              | South East United      |
| Guadalupe             | Gosier                 |
| Islas Caimán          | Scholars International |
| Islas Turcas y Caicos | SWA Sharks FC          |
| Martinica             | Golden Lion            |
| Puerto Rico           | Bayamón                |
| San Martín            | Junior Stars           |
| Santa Lucía           | Platinum FC            |
| San Martín            | Flames United          |
| Surinam               | Inter Moengotapoe      |

Asociaciones que no enviaron equipo
- Anguila
- Antigua y Barbuda
- Bahamas
- Barbados
- Islas Vírgenes Británicas
- Cuba
- Guayana Francesa
- Granada
- Guyana
- Montserrat
- San Cristóbal y Nieves
- San Vicente y las Granadinas
- Islas Vírgenes de los Estados Unidos

## Fase de grupos

### Grupo A
| Pos. | Equipo          | Pts. | PJ | G | E | P | GF | GC | Dif. | Clasificación |
| ---- | --------------- | ---- | -- | - | - | - | -- | -- | ---- | ------------- |
| 1    | Bayamon FC (H)  | 4    | 2  | 1 | 1 | 0 | 9  | 3  | +6   | Semifinales   |
| 2    | Junior Stars FC | 2    | 2  | 0 | 2 | 0 | 4  | 4  | 0    |               |
| 3    | South East FC   | 1    | 2  | 0 | 1 | 1 | 1  | 7  | −6   |               |

 Fuente: CONCACAF
| 15 de abril de 2022 | Bayamón                       | 3:3 (2:3) | Junior Stars FC                         | Estadio Juan Ramón Loubriel, Bayamón, Puerto Rico |                             |
| 20:00               | - Ortega 17' - López 27', 65' | Reporte   | - 9' Martínez - 24' Cordero - 29' Adams | Árbitro(s): Odette Hamilton                       | Árbitro(s): Odette Hamilton |

| 17 de abril de 2022 | Bayamón                                                          | 6:0 (2:0) | South East FC | Estadio Juan Ramón Loubriel, Bayamón, Puerto Rico |                               |
| 20:00               | - Hernández 31', 49' - Rosario 44' - Ranera 47', 78' - López 71' | Reporte   |               | Árbitro(s): Randy Encarnación                     | Árbitro(s): Randy Encarnación |

| 19 de abril de 2022 | South East FC        | 1:1 (0:1) | Junior Stars FC   | Estadio Juan Ramón Loubriel, Bayamón, Puerto Rico |                              |
| 17:30               | - Mauvais 46' (a.g.) | Reporte   | - 24' Bellechasse | Árbitro(s): Ricangel de Leça                      | Árbitro(s): Ricangel de Leça |

### Grupo B
| Pos. | Equipo         | Pts. | PJ | G | E | P | GF | GC | Dif. | Clasificación |
| ---- | -------------- | ---- | -- | - | - | - | -- | -- | ---- | ------------- |
| 1    | Jong Holland   | 7    | 3  | 2 | 1 | 0 | 6  | 0  | +6   | Semifinales   |
| 2    | Gosier         | 7    | 3  | 2 | 1 | 0 | 3  | 1  | +2   | Semifinales   |
| 3    | SWA Sharks FC  | 3    | 3  | 1 | 0 | 2 | 3  | 3  | 0    |               |
| 4    | SV Real Rincon | 0    | 3  | 0 | 0 | 3 | 2  | 10 | −8   |               |

 Fuente: CONCACAF
| 15 de abril de 2022 | Real Rincón  | 1:2 (1:0) | Gosier                          | Estadio Centroamericano de Mayagüez, Mayagüez, Puerto Rico |                         |
| 17:30               | - Hughan 28' | Reporte   | - 58' (pen.) Popote - 76' Serin | Árbitro(s): José Torres                                    | Árbitro(s): José Torres |

| 15 de abril de 2022 | SWA Sharks FC | 0:1 (0:0) | Jong Holland | Estadio Centroamericano de Mayagüez, Mayagüez, Puerto Rico |                               |
| 20:00               |               | Reporte   | - 50' Roosje | Árbitro(s): Fabrizio Stasolla                              | Árbitro(s): Fabrizio Stasolla |

| 17 de abril de 2022 | SWA Sharks FC | 0:1 (0:1) | Gosier      | Estadio Centroamericano de Mayagüez, Mayagüez, Puerto Rico |                            |
| 15:00               |               | Reporte   | - 40' Serin | Árbitro(s): Reginald Gumbs                                 | Árbitro(s): Reginald Gumbs |

| 17 de abril de 2022 | Real Rincón | 0:5 (0:1) | Jong Holland                                                          | Estadio Centroamericano de Mayagüez, Mayagüez, Puerto Rico |                                |
| 20:00               |             | Reporte   | - 41' Rosa - 59' Roosje - 66' Anastatia - 81' Clarissa - 89' Baptiste | Árbitro(s): Ekaterina Koroleva                             | Árbitro(s): Ekaterina Koroleva |

| 19 de abril de 2022 | Jong Holland | 0:0     | Gosier | Estadio Centroamericano de Mayagüez, Mayagüez, Puerto Rico |                             |
| 15:00               |              | Reporte |        | Árbitro(s): Kwinsi Williams                                | Árbitro(s): Kwinsi Williams |

| 19 de abril de 2022 | Real Rincón     | 1:3 (0:1) | SWA Sharks FC                      | Estadio Centroamericano de Mayagüez, Mayagüez, Puerto Rico |                         |
| 17:30               | - Celestijn 78' | Reporte   | - 4' Park - 50' Paul - 66' Beljour | Árbitro(s): Ben Hoskins                                    | Árbitro(s): Ben Hoskins |

### Grupo C
| Pos. | Equipo             | Pts. | PJ | G | E | P | GF | GC | Dif. | Clasificación |
| ---- | ------------------ | ---- | -- | - | - | - | -- | -- | ---- | ------------- |
| 1    | Inter Moengotapoe  | 6    | 2  | 2 | 0 | 0 | 9  | 5  | +4   | Semifinales   |
| 2    | Golden Lion FC     | 3    | 2  | 1 | 0 | 1 | 11 | 4  | +7   |               |
| 3    | Deportivo Nacional | 0    | 2  | 0 | 0 | 2 | 2  | 13 | −11  |               |

 Fuente: CONCACAF
| 15 de abril de 2022 | Deportivo Nacional           | 2:5 (1:1) | Inter Moengotapoe                                             | Estadio Centroamericano de Mayagüez, Mayagüez, Puerto Rico |                         |
| 15:00               | - Aguirre 23' - Oliveros 53' | Reporte   | - 21' Kastiel - 75' (pen.) Baja - 77', 89' Kemble - 86' Molle | Árbitro(s): Ben Hoskins                                    | Árbitro(s): Ben Hoskins |

| 17 de abril de 2022 | Deportivo Nacional | 0:8 (0:3) | Golden Lion                                                                     | Estadio Centroamericano de Mayagüez, Mayagüez, Puerto Rico |                           |
| 17:30               |                    | Reporte   | - 28', 30', 58', 61', 80' Parsemain - 40' Catherine - 72' Boriel - 85' Lamasine | Árbitro(s): Shavin Greene                                  | Árbitro(s): Shavin Greene |

| 19 de abril de 2022 | Golden Lion               | 3:4 (0:3) | Inter Moengotapoe                                    | Estadio Centroamericano de Mayagüez, Mayagüez, Puerto Rico |                            |
| 20:00               | - Parsemain 64', 68', 90' | Reporte   | - 25' Darson - 34' Doorson - 45+2' Kwasie - 79' Baja | Árbitro(s): Fernando Morón                                 | Árbitro(s): Fernando Morón |

## Fase final
Los tres ganadores de cada grupo y el mejor segundo lugar avanzaron a la fase final.
|  | Semifinales       | Semifinales     |   |        | Final             | Final |  |
|  |                   |                 |   |        |                   |       |  |
|  |                   |                 |   |        |                   |       |  |
|  | Inter Moengotapoe | 4               |   |        |                   |       |  |
|  | Gosier            | 0               |   |        |                   |       |  |
|  |                   |                 |   |        |                   |       |  |
|  |                   |                 |   |        |                   |       |  |
|  |                   |                 |   |        | Inter Moengotapoe | 1     |  |
|  |                   | Bayamón (t. s.) | 2 |        |                   |       |  |
|  |                   |                 |   |        |                   |       |  |
|  |                   |                 |   |        |                   |       |  |
|  |                   |                 |   |        | Tercer lugar      |       |  |
|  |                   |                 |   |        |                   |       |  |
|  | Jong Holland      | 2               |   | Gosier | 2                 |       |  |
|  | Bayamón           | 3               |   |        | Jong Holland      | 0     |  |

### Semifinales
| 22 de abril de 2022 | Jong Holland                   | 2:3 (1:0) | Bayamon FC                                      | Estadio Centroamericano de Mayagüez, Mayagüez |                                |
| 17:00               | - Martina 23' - De Brito 90+5' | Reporte   | - 85' Almazán - 90+8' Hernández - 90+13' Rivera | Árbitro(s): Ekaterina Koroleva                | Árbitro(s): Ekaterina Koroleva |

| 22 de abril de 2022 | Inter Moengotapoe                                        | 4:0 (2:0) | AS Gosier | Estadio Centroamericano de Mayagüez, Mayagüez |                             |
| 20:00               | - Cronie 15' - Fer 35' - Kwasie 78' - Édouard 88' (a.g.) | Reporte   |           | Árbitro(s): Kwinsi Williams                   | Árbitro(s): Kwinsi Williams |

### Partido por el tercer puesto
| 24 de abril de 2022 | Jong Holland | 0:2 (0:0) | AS Gosier                      | Estadio Centroamericano de Mayagüez, Mayagüez |                            |
| 17:00               |              | Reporte   | - 52' Nandkissori - 68' Popote | Árbitro(s): Fernando Morón                    | Árbitro(s): Fernando Morón |

### Final
| 24 de abril de 2022 | Bayamon FC           | 2:1 (1:1, 1:0) (t. s.) | Inter Moengotapoe | Estadio Centroamericano de Mayagüez, Mayagüez |                              |
| 20:00               | - Ranera 24', 120+1' | Reporte                | - 89' Darson      | Árbitro(s): Daneon Parchment                  | Árbitro(s): Daneon Parchment |

|                            |
| Bandera de Puerto Rico     |
| Campeón Bayamón 2.º título |